# 阿尔克伊
阿尔克伊（法語：Arcueil，法語發音：[aʁkœj] ⓘ）是法国法兰西岛大区马恩河谷省的一个市镇，属于拉伊莱罗斯区。

## 地理
阿尔克伊（48°48'24"N, 2°20'7"E）面积2.33 平方千米，位于法国法蘭西島大區马恩河谷省，该省份为法国北部内陆省份。
与阿尔克伊接壤的市镇（或旧市镇、城区）包括：巴涅、蒙鲁日、卡尚、让蒂伊、勒克雷姆兰-比塞特尔、维勒瑞夫。

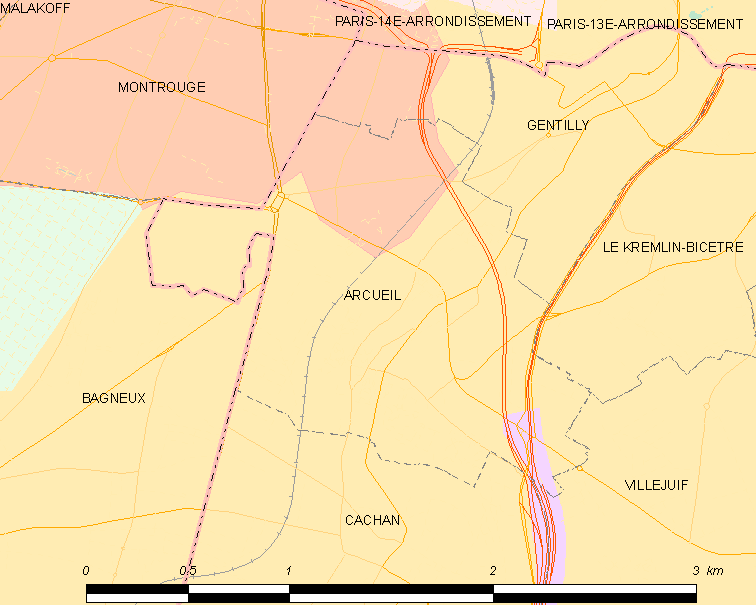
阿尔克伊的OSM定位图

阿尔克伊的时区为UTC+01:00、UTC+02:00（夏令时）。

## 行政
阿尔克伊的邮政编码为94110，INSEE市镇编码为94003。

## 政治
阿尔克伊所属的省级选区为卡尚县。

## 人口

1962-2008年间阿尔克伊人口变化图示

阿尔克伊于2022年1月1日时的人口数量为21868人。